# Letkov

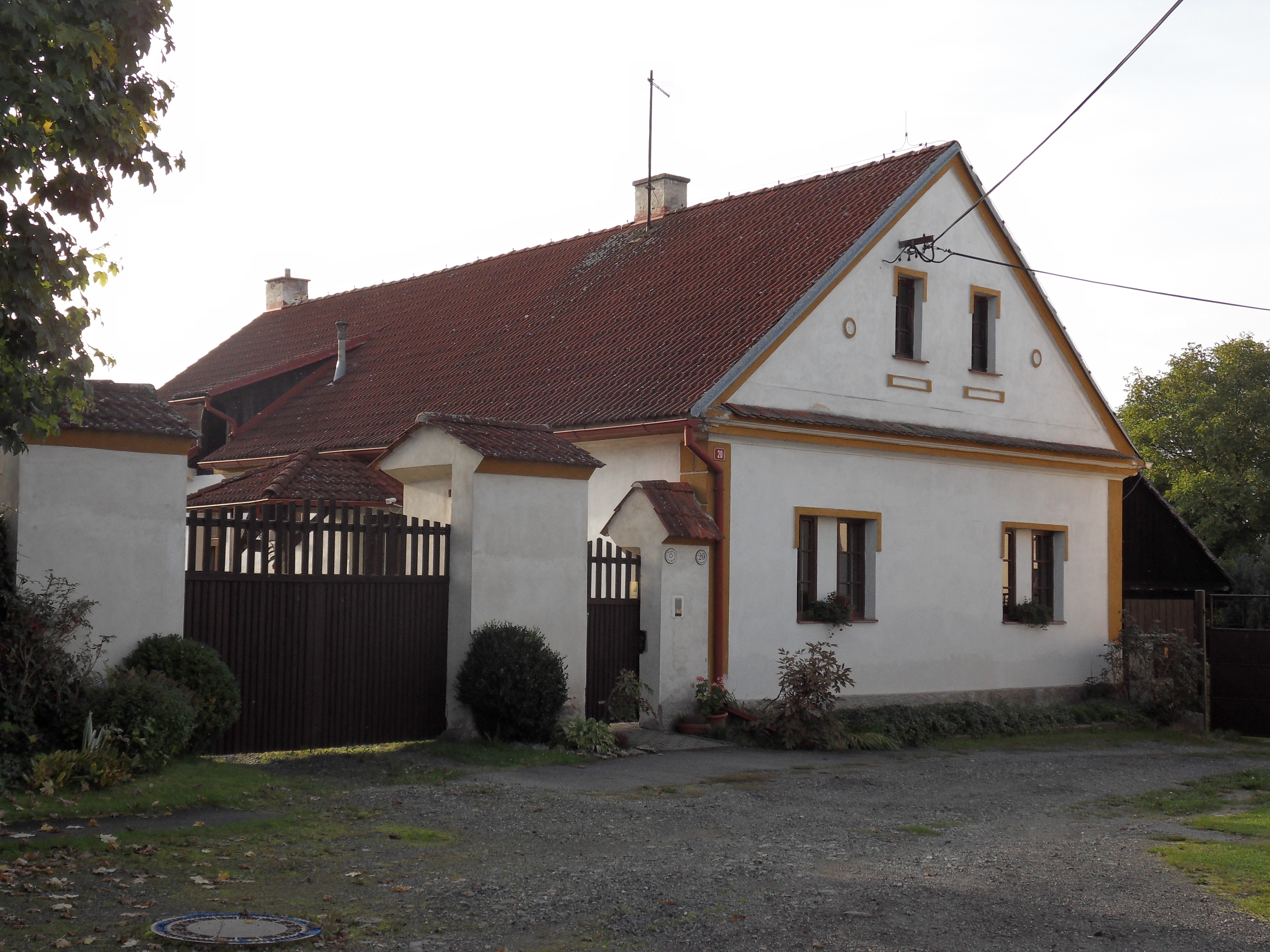
Ein Hof in Letkov

Letkov (deutsch Ledkau) ist eine Gemeinde mit 407 Einwohnern in Tschechien. Sie liegt fünf Kilometer südöstlich des Stadtzentrums von Pilsen und gehört zum Okres Plzeň-město. Die Katasterfläche beträgt 470 ha.

## Geographie
Der Ort befindet sich östlich des Úslavatals in 392 m ü. M. in der von Hügel umgebenen Quellmulde des Božkovský potok. Durch den Ort führte die Staatsstraße 180 von Chrást nach Starý Plzenec. Seit 2007 wird die Ortsdurchfahrt von einer westlich verlaufenden Umgehung gemieden. Diese Trasse verbindet Stary Plzenec mit der Auffahrt Kyšice auf die Staatsstraße 26 und weiter mit Kyšice. Südlich verläuft die Trasse der Autobahn D 5/Europastraße 50 und nördlich die von ihr nach Pilsen abzweigende Staatsstraße 26. Südwestlich des Dorfes schließt sich der Flugplatz Plzeň-Letkov (LKPL) an. Westlich an der Úslava liegt – schon auf Pilsener Flur – die Wüstung Kristiánov.
Nachbarorte sind Červený Hrádek und Kyšice im Norden, Ejpovice im Nordosten, Tymákov im Südosten, Starý Plzenec im Süden, Koterov im Südwesten sowie Božkov im Westen.

## Geschichte
Die erste urkundliche Erwähnung des Ortes stammt aus einer Bestätigung Johanns von Luxemburg über den Hof des Bohuslav von Letkov. Der Hof wechselte mehrfach die Besitzer und wurde königlich. Karl IV. übergab ihn an seinen Burgvogt auf Burg Karlskrone, Oldřich von Letkov. Nach 1412 verkaufte Oldřich den Sitz an den Pilsener Bürger Korandov, und nach weiteren Verkäufen gelangte die Feste Ledkov schließlich 1505 per Vermächtnis an die Bartholomäuskirche in Pilsen. Das zugehörige Dorf wurde ein Jahr später als wüst beschrieben. Im 17. Jahrhundert wurde der Ort wieder besiedelt, aus dieser Zeit stammen noch mehrere Bauernhäuser.
Nach der Ablösung der Patrimonialherrschaften wurde Letkov 1850 zu einer selbstständigen Gemeinde. Nach 1960 wurde Letkov im Zuge der Schaffung von „Groß Pilsen“ nach Pilsen eingemeindet und kam dann später als Ortsteil zu Starý Plzenec. Seit 1989 ist das Dorf wieder eigenständig. Bis zum 31. Dezember 2006 gehörte Letkov zum Okres Plzeň-jih.

## Gemeindegliederung
Für die Gemeinde Letkov sind keine Ortsteile ausgewiesen. Zur Gemeinde gehört die Siedlung Zátiší.

## Sehenswürdigkeiten
- Kapelle mit Glockenturm auf dem Dorfplatz
- Kapelle der Jungfrau Maria an der Straße nach Starý Plzenec
- Kapelle des Hl. Adalbert an der Straße nach Božkov